# 退休劳动者奖章
退休劳动者奖章（俄语：медаль «Ветеран труда»）是苏联的一种民事奖章，于1974年1月18日根据苏联最高苏维埃主席团法令设立。本奖章授予在经济、科教文卫领域、党政机关和事业单位辛勤工作的劳动者，以表彰他们在达到退休年龄时的工作贡献。该奖章由艺术家罗曼斯基设计。

## 颁授
本奖章授予多年来在国民经济、科学、文化、教育、卫生、政府机关和社会事业单位辛勤工作的劳动者。该奖章颁发给工人、集体农庄农民和雇员，以表彰他们在达到指定服务期限或领取退休金所需的服务年限时的劳动功绩。
本奖章获得者由党组织、工会组织、企事业单位和组织的负责人根据工作组或职工代表大会的提名确认。然后将获奖者名单上报给市、区或党政部门进行最终批准。对于内务部工作人员，提名名单则上报内政部最终批准。奖章由各加盟共和国、自治共和国、州、自治州、边疆区、莫斯科、基辅、列宁格勒市政府代表苏联最高苏维埃主席团向获奖者颁发。颁奖仪式通常在获奖者的工作单位举行。每枚奖章都附有证书，此证书为8cm×11cm的纸质册子，其中包含奖项的名称，获奖者的详细资料以及官方印章和签名。
退休劳动者奖章应佩戴在左胸，排列在1941-1945年伟大卫国战争中忘我劳动奖章之后，苏联武装力量老兵奖章之前。

## 样式
奖章为圆形，直径34mm，由顿巴合金铸造而成，表面镀银。奖章的正面在“苏联”（СССР）铭文上带有镰刀铁锤的浮雕图案，周围放射光芒。月桂树枝从右到左横跨正面。奖章下方雕有横幅，上书：ВЕТЕРАН ТРУДА（退休劳动者）。背面雕有铭文：ЗА ДОЛГОЛЕТНИЙ ДОБРОСОВЕСТНЫЙ ТРУД（致长期诚实工作）。奖章的边缘镶有边框，铭文和图案为浮雕。